# استرلا-۳
استرلا-۳ ۹کِی۳۴ یا سام ۱۴ (به انگلیسی: 9K34 Strela-۳)، (نام‌گذاری ناتو: SA-14 Gremlin) یک سامانهٔ موشکی دفاع هوایی قابل حمل توسط نفر (MANPADS) است که در اتحاد جماهیر شوروی به‌عنوان جایگزینی بر مدل ناموفق پیشین، استرلا ۲ (سام-۷) توسعه یافته است. این سامانه عمدتاً بر پایهٔ مدل پیشین، استرلا ۲ طراحی شده بود، بنابراین توسعهٔ استرلا-۳ به‌سرعت پیش رفت. این جنگ‌افزار جدید، در ژانویهٔ ۱۹۷۴ در ارتش سرخ شوروی پذیرفته و وارد خدمت شد.

## توصیف
مهم‌ترین تغییر این موشک نسبت به استرلا-۲ معرفی یک سر جستجوگر آشیانه‌یابی فروسرخ کاملاً جدید بود. جستجوگر پیشین، به‌راحتی توسط منورها و حتی ابتدایی‌ترین پارازیت‌های فروسرخ فریب می‌خورد، اما استرلا-۳ در برابر پارازیت‌ها و منورهای فریب، کمتر آسیب‌پذیر است. جستجوگر جدید همچنین سرعت ردیابی بهتری دارد و موشک را قادر می‌سازد تا اهداف سریع و نزدیک را به‌طور بهتری ردیابی کند.
یک جنبهٔ منفی از این بهینه‌سازی‌ها، افزایش وزن موشک است که باعث کاهش جزئی در عملکرد آن است اما در مجموع، اثربخشی کلی این سامانه، نسبت به مدل پیشین، بسیار بهبود یافته است. استرلا-۳ به بیش از ۳۰ کشور جهان صادر شده است.
نسخهٔ دریایی این سامانه دارای نام ناتو SA-N-8 است و موشک جایگزین استرلا-۳، ایگلا یا سام ۱۸، در سال‌های بعد، تولید شد.

## پیشینهٔ عملیاتی

### عراق
در ۲۲ نوامبر ۲۰۰۳ یک هواپیمای باربری ایرباس ۳۰۰ پس از برخاستن از فرودگاه بین‌المللی بغداد مورد اصابت یک موشک استرلا-۳ قرار گرفت، اما با وجود از دست دادن نیروی هیدرولیک، خلبان این پرواز توانست به‌سلامت فرود بیاید.
در ۶ مه ۲۰۰۶، یک فروند وستلند لینکس بریتانیایی متعلق به نیروی دریایی پادشاهی از اسکادران ۸۴۷ با شلیک یک استرلا-۳ بر فراز بصره سرنگون شد و پنج خدمهٔ آن کشته شدند و آن بالگرد، با یک خانه برخورد کرد.

### گرجستان
در طول جنگ آبخازیا، یک هلیکوپتر میل-۸ روسی توسط استرلا-۳ نیروهای دفاعی گرجستان در ۱۴ دسامبر ۱۹۹۲ سرنگون شد و در نتیجه، ۳ خدمه و ۵۸ مسافر، که بیشتر آن‌ها پناهندهٔ روسی بودند، کشته شدند. یک سوخو-۲۵ نیروی هوایی گرجستان در ۴ ژوئیهٔ ۱۹۹۳ بر فراز نیژنایا اشرا توسط این موشک، سرنگون شد و احتمالاً چندین هواپیمای دیگر از هر دو طرف درگیر در آن جنگ، توسط این موشک، سرنگون شده باشند.

### یوگسلاوی سابق
یک فروند سی هریر از اسکادران هوایی ۸۰۱ نیروی دریایی بریتانیا، از ناو هواپیمابر HMS Ark Royal در ۱۶ آوریل ۱۹۹۴، در جریان حمله به دو تانک تی-۵۵ صربستان در بوسنی سرنگون شد. خلبان، ستوان نیک ریچاردسون، در محدودهٔ تحت کنترل بوسنیایی‌ها که در آن هنگام، متحد بریتانیا بودند، اجکت کرد و زنده ماند.

### جمهوری دموکراتیک کنگو
یک ایلیوشین-۷۶ نیروی هوایی زیمبابوه توسط شورشیان کنگو با استفاده از استرلا-۳ در ۱۱ اکتبر ۱۹۹۸ در جریان جنگ دوم کنگو سرنگون و منجر به کشته شدن ۴۰ سرباز و خدمه شد.

### افغانستان
موشک‌های استرلا-۳ مورد استفادهٔ ائتلاف شمال توانستند ۸ فروند جنگندهٔ میگ-۲۱ و سوخو-۲۲ تحت کنترل طالبان را در طول تهاجم سال ۲۰۰۰ طالبان علیه تالقان، سرنگون کنند.

### ترکیه
یک استرلا-۳ در عملیات پنجه (۲۰۱۹–۲۰۲۰) در ژوئن ۲۰۱۹ در منطقهٔ هاکورک در شمال عراق متعلق به حزب کارگران کردستان پیدا شد.

## کاربران

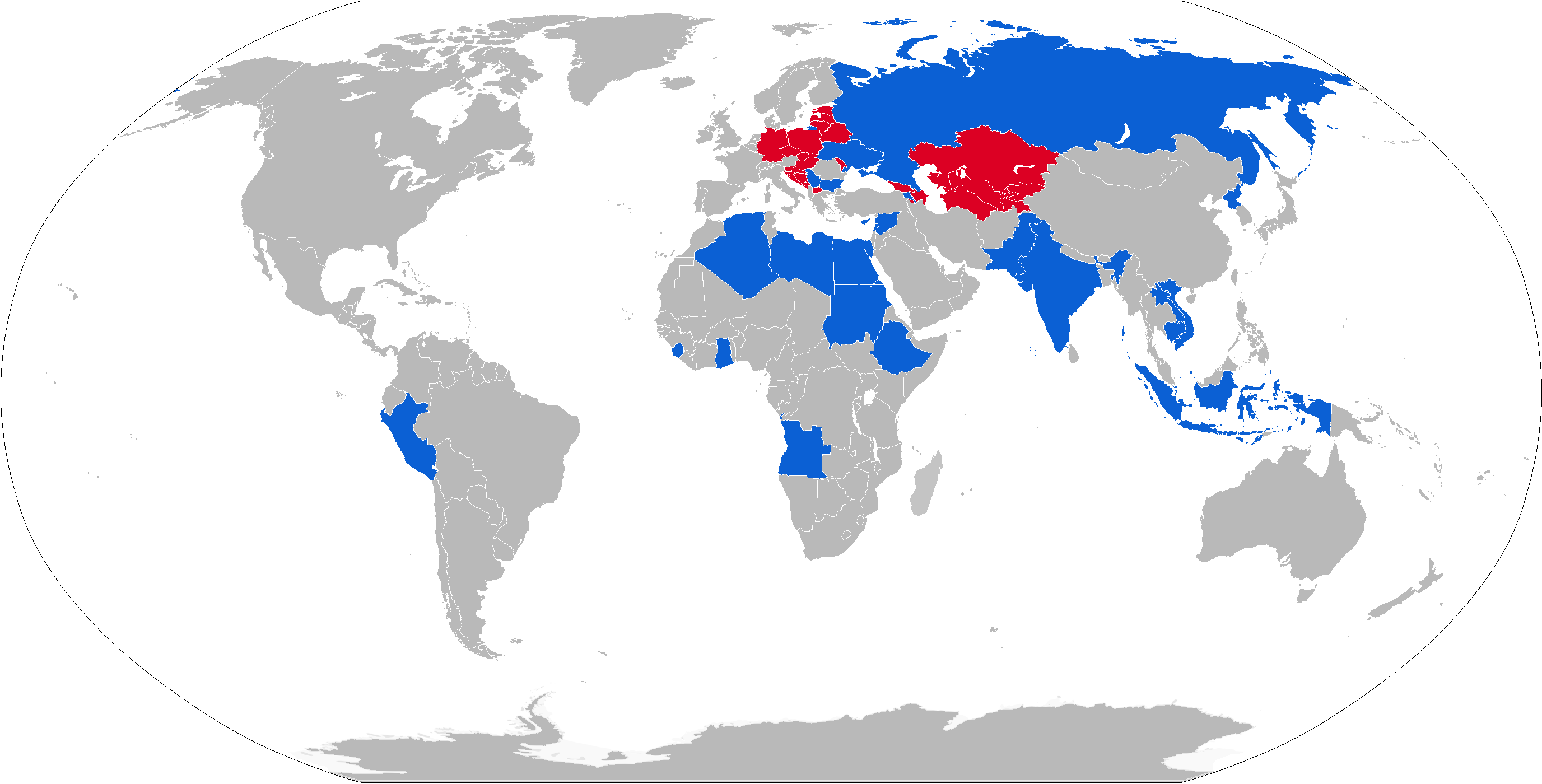
کاربران کنونی به‌رنگ آبی و کاربران پیشین، به‌رنگ قرمز

### کاربران کنونی
- افغانستان
  -  جمعیت اسلامی[۶]
- الجزایر[نیازمند منبع]
- آنگولا[۷]
  -  یونیتا[۶]
- ارمنستان[نیازمند منبع]
- جمهوری آذربایجان[۷]
- بوسنی و هرزگوین[۷]
- بلغارستان[۸]
- کامبوج[نیازمند منبع]
- کرواسی[۷]
- کوبا[۷]
- قبرس[نیازمند منبع]
- مصر[نیازمند منبع]
- اتیوپی[نیازمند منبع]
- غنا[نیازمند منبع]
- گرجستان – در جنگ داخلی گرجستان، مورد استفاده قرار گرفت.[۳]
- حزب‌الله لبنان[۶]
- اندونزی[نیازمند منبع]
- ایران[۷]
- اردن[۷]
- قزاقستان
- حزب کارگران کردستان[۹]
- لائوس[نیازمند منبع]
- لبنان[نیازمند منبع]
- لیبی[نیازمند منبع]
- مراکش[نیازمند منبع]
- میانمار- مورد استفاده در زیردریایی کلاس کیلو آی‌ان‌اس سیندهور، دریافت‌شده از نیروی دریایی هند.
- نیکاراگوئه[۷]
- کره شمالی[۷]
- پاکستان[نیازمند منبع]
- پرو[۷]
- روسیه[۷]
- سیرالئون
  -  جبهه متحد انقلابی[۶]
- صربستان - ۶۰۰ قبضه
- سودان[نیازمند منبع]
- سوریه[۷]
- ترکمنستان[۷]
- اوکراین[نیازمند منبع]
- ویتنام[نیازمند منبع]

### کاربران پیشین[۸]
- چکسلواکی
- آلمان شرقی
- مجارستان
- عراق
- Tamil Eelam
- لهستان[۸]
- اتحاد جماهیر شوروی
- جمهوری فدرال سوسیالیستی یوگسلاوی

## چارت مقایسه
| سامانه                                          | استرلا-۲ (موشک: 9M32M)               | استرلا-۳ (موشک: 9M36)                | FIM-43C Redeye                         |
| ----------------------------------------------- | ------------------------------------ | ------------------------------------ | -------------------------------------- |
| ورود به خدمت                                    | ۱۹۶۸                                 | ۱۹۷۴                                 | ۱۹۶۸                                   |
| وزن سامانهٔ کامل و آمادهٔ شلیک                    | ۱۵ کیلوگرم                           | ۱۶ کیلوگرم                           | ۱۳٫۳ کیلوگرم                           |
| وزن موشک                                        | ۹٫۸ کیلوگرم                          | ۱۰٫۳ کیلوگرم                         | ۸٫۳ کیلوگرم                            |
| طول                                             | ۱٫۴۴ متر                             | ۱٫۴۷ متر                             | ۱٫۴۰ متر                               |
| کلاهک                                           | ۱٫۱۵ کیلوگرم (۰٫۳۷ کیلوگرم اچ‌ام‌ایکس) | ۱٫۱۷ کیلوگرم (۰٫۳۹ کیلوگرم اچ‌ام‌ایکس) | ۱٫۰۶ کیلوگرم M222 (۰٫۳۶ کیلوگرم HTA-3) |
| حداکثر برد                                      | ۴۲۰۰ متر                             | ۴۵۰۰ متر                             | ۴۵۰۰ متر                               |
| سرعت                                            | ۴۳۰ ام‌اس                             | ۴۷۰ ام‌اس                             | ۵۸۰ ام‌اس                               |
| حداکثر سرعت هدف، هنگام نزدیک شدن/هنگام عقب‌نشینی | ۱۵۰/۲۶۰ متر بر ثانیه                 | ۳۱۰/۲۶۰ متر بر ثانیه                 | –/۲۲۵ متر بر ثانیه                     |
| ارتفاع درگیری                                   | ۰٫۰۵–۲٫۳ کیلومتر                     | ۰٫۰۳–۳٫۰ کیلومتر                     | ۰٫۰۵–۲٫۷ کیلومتر                       |